# Mlynčeky
Mlynčeky es un municipio del distrito de Kežmarok en la región de Prešov, Eslovaquia, con una población estimada a final del año 2024 de 710 habitantes.
Se encuentra ubicado al noroeste de la región, cerca del río Poprad (cuenca hidrográfica del río Vístula) y de la frontera con Polonia.

## Demografía
| Año        | 1994 | 2004     | 2014    | 2024    |
| ---------- | ---- | -------- | ------- | ------- |
| Población  | 535  | 620      | 657     | 710     |
| Diferencia |      | +15,88 % | +5,96 % | +8,06 % |

| Año        | 2023 | 2024    |
| ---------- | ---- | ------- |
| Población  | 706  | 710     |
| Diferencia |      | +0,56 % |